# Calliphora
Calliphora é a espécie-tipo das moscas da família Calliphoridae.

## Espécies
- C. accepta ( Malloch, 1927 )
- C. algira (  Macquart, 1843 )
- C. alpina ( (Zetterstedt), 1845)
- C. antennatis (  Hutton, 1881 )
- C. antipodes ( Hutton, 1902 )
- C. antojuanae ( Mariluis, 1982 )
- C. aruspex ( Bezzi, 1927)
- C. assimilis ( Malloch, 1927)
- C. atripalpis ( Malloch, 1935 )
- C. augur newcaledoniensis ( Kurahashi)
- C. augur ( (Fabricius), 1775)
- C. auriventris ( Malloch, 1927 )
- C. australica ( Malloch, 1927 )
- C. axata ( Séguy, 1946)
- C. bezzi ( Zumpt, 1956 )
- C. bryani ( Kurahashi, 1972)
- C. calcedoniae ( Mariluis, 1979 )
- C. canimicans ( Hardy, 1930 )
- C. centralis ( Malloch, 1927 )
- C. chinghaiensis ( Van & Ma, 1978 )
- C. clarki ( Malloch, 1927 )
- C. clausa ( Macquart 1848)
- C. clementei ( Iches, 1906 )
- C. coloradensis ( Hough, 1899 )
- C. croceipalpis ( Jaennicke, 1867 (Synonyms: C. antarctica Schiner, 1868, C. capensis Brauer & Bergenstamm, 1891, C. parascara Speiser, 1910)
- C. dasyophthalma ( Villeneuve, 1927 )
- C. deflexa ( Hardy, 1932 )
- C. dichromata ( (Bigot)
- C. dispar ( Macquart, 1846 )
- C. echinosa ( Grunin, 1970 )
- C. elliptica ( Macquart, 1847 )
- C. erectiseta ( Fan, 1957)
- C. espiritusanta ( Kurahashi, 1971 )
- C. eudypti ( Hutton, 1902 )
- C. fulviceps papuensis ( Kurahashi)
- C. fulviceps ( Lamb, 1909 )
- C. fulvicoxa ( Hardy, 1930 )
- C. fuscofemorata ( Malloch, 1927)
- C. flavicauda ( Malloch, 1925 )
- C. floccosa ( Wulp, 1884 )
- C. forresti ( Norris, 1994 )
- C. franzi ( Zumpt, 1956 )
- C. fuscipennis ( Jaennicke, 1867 )
- C. genarum ( Zetterstedt, 1838 )
- C. gilesi ( Norris, 1994)
- C. grahami ( Aldrich, 1930 )
- C. gressitti ( Kurahashi, 1971 )
- C. grisescens ( Villeneuve, 1933 )
- C. grunini ( Schumann, 1992)
- C. hasanuddini ( Kurahashi & Selomo, 1997 )
- C. hilli fallax ( Hardy)
- C. hilli milleri ( Hardy)
- C. hilli ( Patton, 1925 (Synonyms: C fallax Hardy, 1930, C kermadecensis Kurahashi, 1971, C milleri Hardy, 1937, C tahitiensis Kurahashi, 1971)
- C. icela ( (Walker)
- C. insignis ( Curran, 1938 )
- C. io ( Zumpt, 1956 )
- C. irazuana ( Townsend, 1908 )
- C. javanica ( de Meijere, 1914 )
- C. kanoi ( Kurahashi, 1986 )
- C. kermadeca (  Kurahashi, 1971 )
- C. lata ( Coquillett, 1898 )
- C. latifrons ( Hough, 1899)
- C. leucosticta ( Bezzi, 1927 )
- C. livida ( Hall, 1948 )
- C. loewi ( Enderlein, 1903 (Synonyms: Onesia germanorum Villeneuve, 1907)
- C. lopesi ( Mello, 1962 )
- C. lordhowensis ( Kurahashi, 1987  (Synonyms: C. pseudovomitoria  Kurahashi, 1971)
- C. macleayi ( Malloch, 1927   (Synonyms: C. falciformis Hardy, 1932)
- C. maestrica ( Peris, Gonzalez-Mora & Fernandez, 1998 )
- C. majuscula ( Villeneuve, 1915 )
- C. malayana ( Malloch, 1927 )
- C. maritima ( Norris, 1994 )
- C. maryfullerae ( Hardy)
- C. melinda ( Curran, 1929 )
- C. metallica ( Malloch, 1927 )
- C. minor ( Malloch, 1927 )
- C. mogii ( Kurahashi & Selomo, 1998 )
- C. morticia ( Shannon, 1923 )
- C. mumfordi ( Malloch, 1932 )
- C. neohortona ( Miller, 1939 )
- C. neozelandica ( Murray, 1954 )
- C. nigribarbis ( Vollenhoven, 1863 )
- C. nociva ( Hardy)
- C. norfolka ( Kurahashi, 1971 )
- C. nothocalliphoralis ( Miller, 1939 )
- C. noumea ( Curran, 1929)
- C. ochracea ( Schiner, 1868 )
- C. onesiodes ( Kurahashi, 1971 )
- C. papua ( Guerin-Vollenhoven, 1831 )
- C. papuensis ( Kurahashi, 1971 )
- C. pattoni ( Aubertin, 1931 )
- C. perida ( Hardy, 1937 )
- C. phacoptera ( Wulp, 1882 )
- C. plebeia ( Malloch, 1927 )
- C. popoffana ( Townsend, 1908 )
- C. porphyrina ( Kurahashi, 1971 )
- C. praepes ( Giglio-Tos, 1893 )
- C. prosternalis ( Malloch, 1934 )
- C. psudovomitoria ( Kurahashi, 1971 )
- C. pubescens ( Macquart, 1851)
- C. quadrimaculata ( (Swederus))
- C. robusta ( Malloch, 1927 )
- C. rohdendorfi ( Grunin, 1970 )
- C. rostrata ( Robineau-Desvoidy, 1830 )
- C. rufipes ( Kurahashi)
- C. salviaga ( Bezzi)
- C. simulata ( Malloch, 1932 )
- C. sternalis ( Malloch)
- C. stygia laemica ( (White)
- C. stygia rufipes ( Macquart)
- C. stygia ( (Fabricius) - Common brown blowfly)
- C. subalpina ( (Ringdahl), 1931)
- C. tasmaniae ( Kurahashi)
- C. terranovae ( Macquart, 1851 )
- C. toxopeusi ( Theowald, 1957 )
- C. uralensis (  Villeneuve, 1922 (Synonyms: C. pseudoerythrocephala Kramer, 1928, C. turanica Rohdendorf, 1926)
- C. varifrons ( Malloch, 1932)
- C. vicina ( Robineau-Desvoidy, 1830 (Synonyms: C. insidiosa Robineau-Desvoidy, 1863, C. monspeliaca Robineau-Desvoidy, 1830, C. musca Robineau-Desvoidy, 1830, C. nana Robineau-Desvoidy, 1830, C. rufifacies Macquart, 1851, C. spitzbergensis Robineau-Desvoidy, 1830, Musca aucta Walker, 1852, Musca erythrocephala Meigen, 1826, Musca thuscia Walker, 1849)
- C. viridescens ( Robineau-Desvoidy, 1830 )
- C. viridiventris ( (Malloch)
- C. vomitoria ( (Linnaeus, 1758)
- C. vomitoria antarctica ( Schiner, )
- C. xanthura ( Bigot)
- C. yezoana ( Matsumara)